# Dusona pectinata
Dusona pectinata là một loài tò vò trong họ Ichneumonidae.